# Щірб'явий Іван
Іва́н Щірб'я́вий — галицький тесляр 17 століття.
Збудував 1614 року в селі Дусівці поблизу Перемишля дерев'яну трибанну церкву з бічними крилосами біля нефу. Найстаріша з відомих того типу церков.